# Novaci (Macedonia del Nord)
Novaci (in macedone Новаци?) è un comune nella parte meridionale della Macedonia del Nord. La sede municipale si trova a Novaci.

## Geografia fisica
Il comune è situato nella parte meridionale del paese al confine con la Grecia.
I comuni rurali di Bac e Staravina sono confluiti nella municipalità di Novaci nel 2003.

## Società

### Evoluzione demografica
In base al censimento del 2002 il comune ha 3 549 abitanti così divisi dal punto di vista etnico:
- Macedoni = 3 490
- Turchi = 27
- Albanesi = 21
- Altri = 11

## Località
Il comune è formato dall'insieme delle seguenti località:
- Novaci (sede comunale)
- Armatuš
- Bladovenci
- Biljanik
- Dalbegovci
- Dobromiri
- Dolno Aglarci
- Dolno Orehovo
- Gneotino
- Gnileš
- Gorno Aglarci
- Grumazi
- Meglenci
- Novo Selo
- Paralovo
- Ribarci
- Suvo Dol
- Tepavci
- Vranjevci
- Brnik
- Budimirci
- Gradešnica
- Gruništa
- Iveni
- Makovo
- Orle
- Petalino
- Rapeš
- Staravina
- Zovig
- Zovikj
- Živojno
- Brod
- Dobroveni
- Germijan
- Polog
- Skočivir
- Slivica
- Sovikj
- Veleselo